# کبریاکلا
کبریاکلا، روستایی است از توابع بخش بابل‌کنار شهرستان بابل در استان مازندران ایران.
کبریاکلا شامل ۴ محله به نامهای مرکزی ، اسبوکلا ، چلوبن و درویش خواجه کمال الدین می‌باشد.

## بنای تاریخی
این روستا جزو اولین روستاهای بخش بابل‌کنار می‌باشد که قدمتی نزدیک به ۹۰۰ سال دارد.در گذشته آن را  ام‌القرا یا مادر روستاها می نامیدند .به همین علت بعدها آن را  کبریاکلا به معنی آبادی بزرگ نام نهادند(فرهنگ لغات دهخدا).
در بخش مرکزی این روستا سقاتالاری با قدمت بیش از ۲۵۰ سال وجود دارد که بر سقف آن نقاشی‌ها و ابیاتی از آن زمان مانده‌است.همچنین تکیه این روستا نیز قدمتی بیش از ۲۰۰ سال دارد.
هر ساله طبق یک رسم قدیمی در شب عاشورا تمامی هیئت‌های اطراف جهت عزاداری در این سقاتالار و تکیه جمع شده و برای امام سوم شیعیان عزاداری می‌کنند.
این روستا از نظر وسعت و جمعیت جزو بزرگترین روستاهای بابل‌کنار است.
هم چنین این روستا جزو روستاهای کوهپایه‌ای بوده که محل تلاقی با جنگل‌های وسیع جنوب بابل می‌باشد.

## جمعیت
این روستا در بابل کنار قرار دارد و براساس سرشماری مرکز آمار ایران در سال ۱۳۸۵، جمعیت آن ۱۸۸۵ نفر (۵۷۰خانوار) بوده‌است.